# Monument

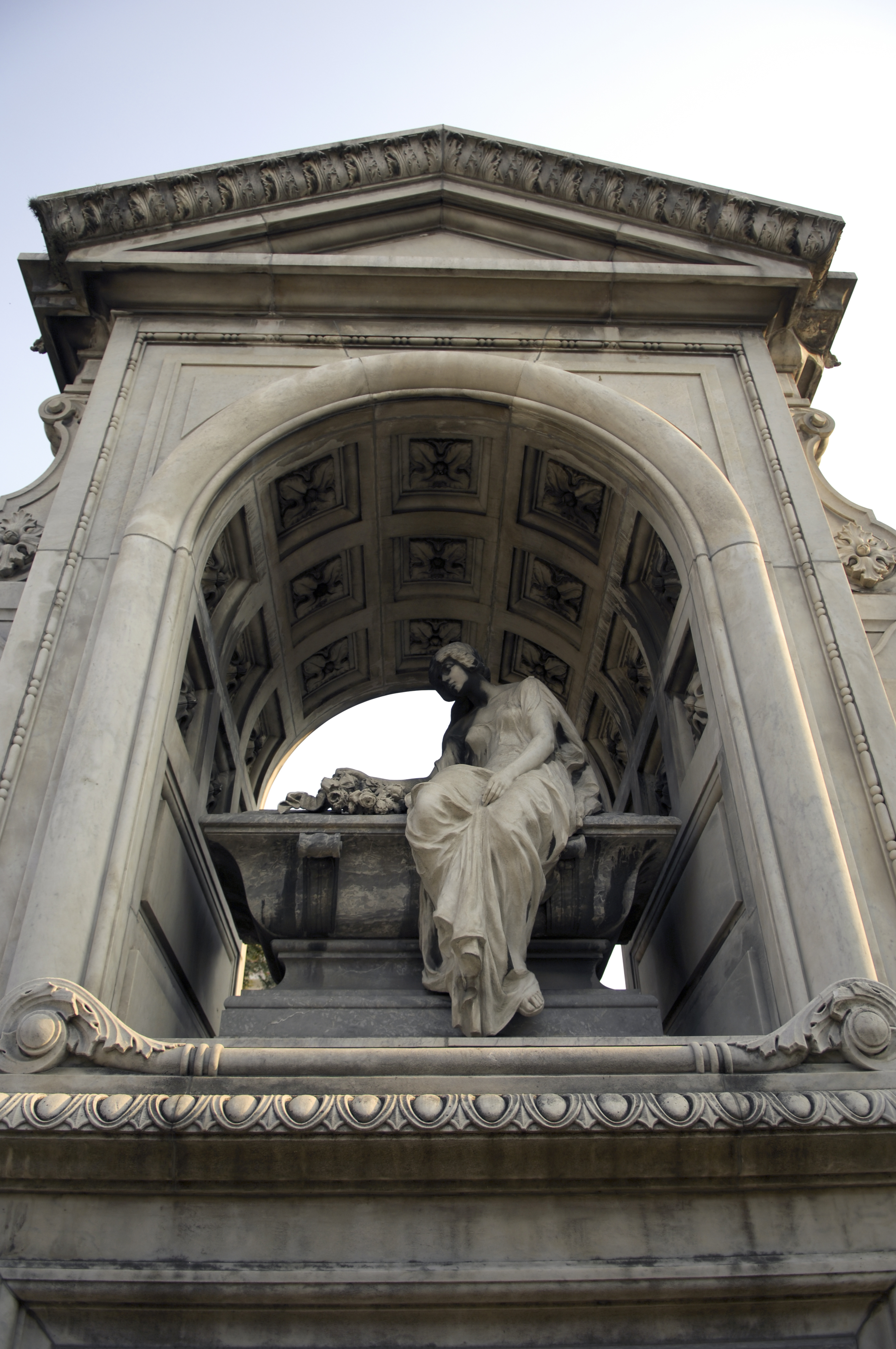
Monument al cementiri de la Recoleta, Buenos Aires.

Un monument (del llatí monumentum, «recordar») és una obra edificada per commemorar una persona o un esdeveniment. Per extensió, com a patrimoni monumental, és un bé immoble de notable interès històric, cultural, artístic o social. Tradicionalment s'han anomenat monuments històrics o monuments nacionals.

## Història
En l'antiguitat, el terme s'atribuïa especialment a obres funeràries i, durant l'Imperi Romà, era el dedicat a l'emperador i la seva cort, tractant-se en general d'una estàtua o un obelisc.
En l'Edat Mitjana es va prendre consciència que les construccions i relíquies religioses eren un bé col·lectiu que calia protegir i preservar per la posteritat. En el Renaixement es va ampliar a les propietats civils amb un interès creixent per les antiguitats grecoromanes. Durant la Il·lustració, la conservació i transmissió del patrimoni va adquirir un caràcter nacionalista i polític, i es van redactar les primeres legislacions per tal d'inventariar la informació sobre els monuments històrics.
Actualment, el concepte de patrimoni monumental té més un enfocament antropològic que polític. A les llistes tradicionals de monuments nacionals que inclouen restes arqueològiques, esglésies i castells, s'hi han afegit elements d'interès públic de les antigues societats rurals, instal·lacions industrials, llocs històrics, obres arquitectòniques notables, etc.